# Kortstaartparadigalla
De kortstaartparadigalla (Paradigalla brevicauda) is een zangvogel uit de familie Paradisaeidae (paradijsvogels).

## Verspreiding en leefgebied
Deze soort is endemisch in de bergen van westelijk en centraal Nieuw-Guinea.

## Status
De grootte van de populatie is niet gekwantificeerd maar de soort wordt omschreven als schaars. Op de Rode lijst van de IUCN heeft deze soort de status niet bedreigd.